# Буди-Слодковські
Буди-Слодковські (пол. Budy Słodkowskie) — село в Польщі, у гміні Турек Турецького повіту Великопольського воєводства.
Населення — 289 осіб (2011).
У 1975-1998 роках село належало до Конінського воєводства.

## Демографія
Демографічна структура станом на 31 березня 2011 року:
|          | Загалом | Допрацездатний вік | Працездатний вік | Постпрацездатний вік |
| -------- | ------- | ------------------ | ---------------- | -------------------- |
| Чоловіки | 151     | 49                 | 90               | 12                   |
| Жінки    | 138     | 43                 | 71               | 24                   |
| Разом    | 289     | 92                 | 161              | 36                   |